# سر تشاه تازيان (كاهشنغ)
سر تشاه تازيان (بالفارسية: سرچاه تازیان) هي مستوطنة تقع في إيران في قسم كاهشنغ الريفي. يقدر عدد سكانها بـ 416 نسمة .